# Johan I av Sachsen-Lauenburg
Hertig Johan I av Sachsen-Lauenburg, född 1249 (vilket framgår av en urkund utfärdad av ärkebiskop Konrad II av Magdeburg), död 30 juli 1286, hertig av Sachsen-Lauenburg 1260/1261–1286. Son till hertig Albrekt I av Sachsen (död 1261) och Helene av Braunschweig-Lüneburg (död 1273).

## Biografi
Johan efterträdde sin döde far, stod ännu 1263 under modern Helenes förmyndarskap och valde efter arvskifte (någon gång efter 1272) delen Lauenburg-Ratzenburg-Mölln samt Hadeln. Hadeln var landet på västra sidan av floden Elbes mynning, och till detta hörde bland annat orterna Cuxhaven, Otterndorf, Altenbruch och Wanna Bederkesa. Därtill utövade Johan ämbetsmyndighet i Neuhaus och det s. k. Sandelbande, där han grundade Bergedorf. Detta arvskifte kom att utgöra orsaken till århundraden av motsättningar mellan de två sachsiska linjerna i fråga om rättigheter till besittningar, fögderier, län och kurvärdighet. Det huvudsakliga stridsäpplet var kurvärdigheten vilket slutligen kom att tillfalla den yngre linjen, Sachsen-Wittenberg.
Under Johans regering inleddes också kampen mot de alltmer uppåtsträvande hansestäderna Hamburg och Lübeck, vilkas enorma finansmedel Sachsen-Lauenburg inte längre kunde mäta sig med. Till detta kom motsättningar med Mecklenburg, Pommern och Holstein, gällande gamla sachsiska länsrättigheter.
I kungavalet 1273 röstade Johan på Rudolf I av Habsburg och närvarade vid dennes kröning i Aachen. Nu startade också strider mot Brandenburg om länsrättigheter i Pommern-Mecklenburg. 1283 bildade Johan jämte Mecklenburg, Pommern, Werle och Lübeck ett stort förbund riktat mot Brandenburg, men redan följande år nödgades Johan sluta fred och avstå sina anspråk.
Hertig Johan förde från 1269 även titeln borggreve av Magdeburg. Han efterlämnade vid sin död 1286 stora skulder vilket kom att bli ytterligare en tung belastning för huset Sachsen-Lauenburg.

## Äktenskap och barn
Johan gifte sig omkring 1270 med Ingeborg Birgersdotter (Bjälboätten). Paret fick följande barn:
1. Helene av Sachsen-Lauenburg (omkring 1272-1337), gift 1. med greve Günther IX av Schwarzburg-Blankenburg (död 1289), gift 2. med greve Adolf VI av Holstein (död 1315)
2. Elisabeth av Sachsen-Lauenburg (omkring 1274-1306), gift med hertig Valdemar av Schleswig (död 1312)
3. Johan II av Sachsen-Lauenburg (omkring 1280-1322), hertig av Sachsen-Lauenburg
4. Albrekt I av Sachsen-Lauenburg (omkring 1281-1308), hertig av Sachsen-Lauenburg
5. Erik I av Sachsen-Lauenburg (1280/1282-1361), hertig av Sachsen-Lauenburg
6. Sophie av Sachsen-Lauenburg (död 1319), priorinna i Plötzkau